# Theophil Richter (Bergmeister)
Theophil Richter (getauft 25. Januar 1636 in Abertham; † um 1699 in Frühbuß) war ein böhmischer Bergmeister, kaiserlicher Zolleinnehmer, Gerichts- und Bergschreiber sowie Schulmeister.

## Leben
Theophil Richter wurde in Abertham als Sohn des Schulmeisters und Pfarrers Theophil Richter (* 1590 in St. Joachimsthal) und dessen Ehefrau Anna († 1665 in Abertham) geboren. Sein Großvater war der Pfarrer von Abertham und Archidiakon von St. Joachimsthal Gregor Richter. Sein Onkel der Schulmeister von Platten und Pfarrer von Rauschau Elias Richter. Sein jüngerer Bruder Martin Richter (* 1642 in Abertham; † 1715 ebenda), bekleidete 18 Jahre lang das Schulmeisteramt in Abertham. Richter konvertierte zum Katholizismus und nahm um 1660 die Stelle des Schuldieners in Frühbuß an. Er war der erste bezeugte katholische Schulmeister vor Ort, der anfangs auch mit seelsorgerischen Aufgaben sowie mit der Führung der Kirchenbücher betraut wurde, bis 1678 Frühbuß mit Daniel Joseph Mayer einen eigenen Seelsorger erhielt. 1666 heiratete Richter in zweiter Ehe die Tochter des Bergmeisters Elias Baumgärtel. Ab 1666 wird er in den Matriken auch als kaiserlicher Berg-, Gerichts- und Gegenschreiber sowie Waagmeister bezeichnet. Zudem übernahm er ab 1667 die Funktion des kaiserlichen Zolleinnehmers. Um 1687 wurde er zum Bergmeister von Frühbuß ernannt und war somit Amtsnachfolger des 1686 verstorbenen Bergmeisters Daniel Pausch. Richter starb um 1699. Sein Schwager war der Richter von Frühbuß Johann Heinrich Funck. Einer seiner Söhne war Anton Richter, der ebenfalls 30 Jahre lang in Frühbuß des Richteramt bekleidete.

## Familie
Theophil Richter heiratete in erster Ehe um 1655 Anna Magdalena (* um 1638 † 1665 in Frühbuß); in zweiter Ehe 1666 Magdalena Baumgärtel (* um 1644 in Frühbuß; † 1680 ebenda); und in dritter Ehe 1681 Anna Lisa Kunzmann (* um 1660 in Frühbuß; † 1716 ebenda). Aus den drei Ehen gingen mindestens 21 Kinder hervor, darunter:
- Johanna Dorothea († 1696 in Frühbuß); ⚭ 1676 Christian Pausch, bauenden Gewerke
- Johann Theophilus († 1722 in Frühbuß), Fleischhackermeister; ⚭ 1680 Maria Endlich
- Anna Elisabetha; ⚭ 1687 Adam Schueg, Fleischhackermeister
- Sußanna (* 1667 in Frübuß); ⚭ 1687 Johann Korpp, bauenden Gewerke
- Christian (* 1673 in Frühbuß), Weißbäcker, bauenden Gewerke; ⚭ 1695 Neudek Maria Elißabetha Häckel
- Anna Rosina (* 1673 in Frühbuß; † 1714 ebenda), starb ledig.
- Maria (* 1677 in Frühbuß); ⚭ 1699 Augustin Lehrer, Posamentierermeister
- Anna Maria (* 1684 in Frühbuß); ⚭ 1709 Hannß Theophil Lehrer, Schuhmachermeister, Ratsverwandter
- Antonius (* 1693 in Frühbuß); Fleischhackermeister und Stadtrichter; 1.⚭ 1715 Maria Elisabeth Gerber; 2.⚭ 1727 Maria Rosina Hartl; 3.⚭ 1735 Maria Elisabeth Baumgartl